# دييغو ليون مونتويا سانشيز
دييغو ليون مونتويا سانشيز (بالإسبانية: Don Diego)‏ هو مهرب مخدرات كولومبي، ولد في 11 يناير 1958 في Trujillo, Valle del Cauca ‏ في كولومبيا.